# Ліл Вудс
Ліліан «Ліл» Вудс (англ. Lillian «Lil» Woods, нар. 19 липня 1998) — молода британська акторка. Відома за участь у фільмі Моя жахлива няня і великий вибух у ролі Мегсі Грін.

## Життєпис
Знімалася у фільмі Блаженні у 2008 р. в ролі Шарлотти. До переїзду в Уельс відвідувала початкову школу Мілвертон в Уоркширі, Англія.
Зараз живе на фермі в Уельсі та відвідує школу в Мечінлесі.

## Приватне життя
Її зріст — 1,59 м.

## Фільмографія
| Рік  | Назва                         | Роль       | Примітки               |
| ---- | ----------------------------- | ---------- | ---------------------- |
| 2008 | Блаженні                      | Шарлотта   | Головна роль           |
| 2010 | Моя жахлива няня: Великий бум | Мегсі Грін | Головна роль           |
| 2010 | Диско                         | Рейчел     | Короткометражний фільм |